# Acidente do C-130 da Força Aérea da Indonésia em 2016
Em 18 de dezembro de 2016, um Lockheed C-130H Hercules da Força Aérea da Indonésia caiu no Monte Lisuwa ao se aproximar do Aeroporto de Wamena em Wamena, Papua, Indonésia. A aeronave, que voava em missão de treinamento de copiloto, transportava doze tripulantes da Força Aérea da Indonésia e um passageiro. A aeronave foi destruída no impacto, matando todos os treze ocupantes.

## Aeronave
De acordo com Hadiyan Sumintaatmadja, vice-chefe do Estado-Maior da Força Aérea da Indonésia, a aeronave envolvida estava em condições de voo e havia acumulado 9.000 horas de voo durante sua vida útil. Ele acrescentou que a aeronave passou por verificações de manutenção de rotina, programadas para serem realizadas a cada 50 horas. A própria aeronave foi entregue à frota. Entregue em março de 2016 da Austrália, foi o primeiro de cinco Hércules C-130H adquiridos da Força Aérea Real Australiana. A Força Aérea da Indonésia estava planejando adicionar até 16 C-130 Hercules à sua frota.

## Acidente
A aeronave, um Lockheed C-130 Hercules transportando 12 tripulantes, um passageiro e 12 toneladas de logística, decolou às 05:35, horário local (UTC+9) da capital da Regência de Mimika, Timika, com destino ao Aeroporto de Wamena em Wamena. A aeronave era pilotada pelo major Marlon A. Kawer e de acordo com comunicado militar em Halim, o voo também funcionava como missão de treinamento para o copiloto. Estava programado para pousar em Wamena às 06:13 hora local, antes de continuar para Jayapura.
A aeronave entrou em contato com a Torre de Wamena às 06:02, antes de um pouso planejado na pista 15. No entanto, devido à pouca visibilidade, a torre de Wamena sugeriu que a aeronave deveria se mover para outra pista, e o piloto, consequentemente, mudou para a pista 33. A torre de Wamena obteve contato visual com a aeronave às 06:08, mas um minuto depois perdeu o contato com a aeronave.
Após o acidente, um comitê de crise foi criado no Aeroporto de Sentani e 30 militares foram mandados para a área. As equipes de busca e resgate encontraram imediatamente os destroços no Monte Lisuwa, perto da pista 33. Autoridades afirmaram que os destroços foram queimados, com a cauda destacada do corpo principal da aeronave. Nenhum sobrevivente foi encontrado no local do acidente e corpos foram encontrados mutilados e desfigurados. Oficiais militares afirmaram que os corpos de todas as treze vítimas foram encontrados no local do acidente e transportados para o aeroporto mais próximo. Ao meio-dia de 18 de dezembro, dez corpos foram identificados. Os corpos foram repatriados para Malangue, Java Oriental. Uma cerimônia foi realizada durante a repatriação.

## Investigação
A Força Aérea da Indonésia enviou uma equipe de investigadores ao local do acidente e afirmou que planejava analisar vários fatores que possivelmente contribuíram para o acidente. Relatos de testemunhas oculares afirmaram que a área ao redor do acidente estava coberta por uma espessa neblina e era possível que a tripulação tivesse perdido a orientação devido à pouca visibilidade.

## Consequências
Um grande clamor público ocorreu após o acidente, com a maioria das pessoas criticando o envelhecimento das frotas da Força Aérea Indonésia. Várias pessoas pediram para interromper a operação de todas as aeronaves Lockheed C-130 Hercules na Indonésia devido à sua idade avançada e recentes acidentes que envolveram a aeronave. No entanto, o comandante das Forças Armadas da Indonésia, Gatot Nurmantyo, afirmou que continuará a operar a aeronave. Ele acrescentou que devido ao grande número de ilhas na Indonésia, apenas o Lockheed C-130 Hercules que poderia atingir todas as ilhas da Indonésia.
Os funcionários do governo foram solicitados a revisar as frotas envelhecidas da Força Aérea da Indonésia. O Chefe da Assembleia Consultiva do Povo, Zulkifli Hasan, afirmou que o governo indonésio devia rever e renovar a sua frota. O presidente da Indonésia, Joko Widodo, também realizou a mesma pergunta e ordenou que fosse observada a manutenção de todas as aeronaves das Forças Armadas da Indonésia.
Após o acidente, a Força Aérea Indonésia renovaria os motores de todos os Hércules de sua frota. Membros dos Representantes do Povo da Indonésia chamaram o Ministro da Defesa da Indonésia, Ryamizard Ryacudu, de sua responsabilidade no acidente.